# Südwestfunk
Юго-Западное радио (Südwestfunk, SWF) — некоммерческое государственное учреждение с правом самоуправления существовавшее в 1948—1999 гг.

## Телевещательная деятельность организации
Организация вела:
- в 1954-1998 гг. — вещание по немецкой 1-й телепрограмме («Даз Эрсте» (Das Erste)) (совместно с вещательными организациями всех других земель);
- с 1 июня 1961 по 31 марта 1963 года — вещание по немецкой 2-й телепрограмме[8] (совместно с вещательными организациями всех других земель);
- в 1981-1999 гг. — совместные дополуденные передачи по 1-й и 2-й программам (совместно с вещательными организациями всех других земель);
- в 1997-1999 гг. — вещание по немецкой информационной телепрограмме  «Айнс Экстра», немецкой молодёжной телепрограмме «Айнс Фестиваль» и немецкой просветительской телепрограмме «Айнс Плюс» (совместно с вещательными организациями всех других земель);
- до 1993 года — юго-западно-германские местные передачи по 1-й телепрограмме (совместно с Южно-Германским радио);
- с 5 апреля 1969 года до 1999 года — вещание по юго-западно-германской 3-й телепрограмме (телепрограмме «Зюдвест 3»);
- в 1997-1999 гг. — вещание по немецкой детской телепрограммам «Киндерканаль» и немецкой парламентской телепрограмме «Феникс» (совместно с вещательными организациями других земель и Вторым германским телевидением);
- в 1992-1999 гг. — вещание по международной телепрограмме[9] «3 Зат» (совместно с вещательными организациями других земель, Вторым германским телевидением, Австрийским радио и Швейцарским обществом радиовещания и телевидения);
- в 1992-1999 гг. — вещание по международной телепрограмме «Арте» (совместно с вещательными организациями других земель, Вторым германским телевидением, акционерным обществом «Арте Франс» и группой экономическим интересов «Арте»).

## Радиовещательная деятельность организации
Организация вела:
- с 1945 года — вещание по старой юго-западно-германской 1-й (информационной, общественно-политической и художественной) радиопрограмме (радиопрограмме «СВФ 1»), звучавшей на средних и ультракоротких волнах;
- с 1953 года до 1 января 1991 года — вещание по юго-западно-германской 2-й (информационной и художественной) радиопрограмме (радиопрограмме «СВФ 2»), звучавшей на ультракоротких волнах;
- с 1975 года — вещание по юго-западно-германской 3-й (информационно-музыкальной) радиопрограмме (радиопрограмме «СВФ 3»), звучавшей на ультракоротких волнах;
- до 1 января 1991 года — вещание по старой юго-западно-германской 4-й радиопрограмме (радиопрограмме «СВФ 4»), звучавшей на ультракоротких волнах;
- с 1 декабря 1991 года — вещание по рейнланд-пфальцской 4-й радиопрограмме (радиопрограмме «СВФ 4 Рейнланд-Пфальц» (SWF4 Rheinland-Pfalz));
- с 1 января 1991 года — вещание по юго-западно-германской 2-й радиопрограмме (радиопрограмме «С2 Культур» (S2 Kultur)) (совместно с Южно-Германским радио);
- с 1 января 1991 года — вещание по баден-вюртембергской 4-й радиопрограмме (радиопрограмме «С4 Баден-Вюртемберг» (S4 Baden-Württemberg)) (совместно с Южно-Германским радио).
- с 17 мая 1997 года — вещание по юго-западно-германской молодёжной радиопрограмме (радиопрограмме «Даз Динг»), звучавшую на ультракоротких волнах (совместно с Южно-Германским радио).

## Учредители
Учредителями организации являются земли Баден-Вюртемберг и Рейнланд-Пфальц, до 1952 года - земли Баден, Вюртемберг-Баден и Рейнланд-Пфальц.

## Руководство
Руководство учреждением осуществляют:
- Совет Юго-Западного радио (SWF-Rundfunkrat), часть членов которого избираются ландтагами земель Баден-Вюртемберг и Рейнланд-Пфальц, часть - правительствами этих земель, остальные — массовыми организациями;
- Правление (Verwaltungsrat), назначавшееся Советом Юго-Западного радио;
- Директор (Intendant), назначавшийся Юго-Западного радио.

## Подразделения
- Симфонический оркестр Юго-Западного радио (Sinfonieorchester des Südwestfunks)
- Радиооркестр Кайзерслаутерна (Rundfunkorchester Kaiserslautern).

## Членство
Учреждение являлось:
- в 1952-1998 гг. - членом Рабочего сообщества государственных вещательных организаций ФРГ
- с 1952-1998 гг. - членом Европейского союза радиовещания

## Активы
Учреждение принадлежало общество с ограниченной ответственностью «Вербунг им Зюдвестфунк» (Werbung im Südwestfunk GmbH), осуществлявшее продажу рекламного времени в передачах учреждения.